# Tainoceratoidea
De Tainoceratoidea zijn een superfamilie binnen de koppotige orde Nautilida die wordt gekenmerkt door rechte tot losjes opgerolde schelpen, in het algemeen in een zodanige mate dat de breedte groter is dan de hoogte, tot een kwadratische kranssectie. Velen droegen stekels, ribben, franjes, vleugels of knopen. In vroege vormen ligt de sifunkel over het algemeen dicht bij de onderkant, maar meer variabel (meestal centraal) in geavanceerde vormen.
Tainoceratoïden zijn afgeleid van de Oncocerida via de Rutoceratidae die voor het eerst verschenen in het Vroeg-Devoon. De Rutoceratidae brachten de Tetragonoceratidae voort die uitsluitend uit het Devoon bekend zijn en vroeg in het Mississippien of Laat-Devoon de Tainoceratidae en Koninckioceratidae. De Tainoceratidae brachten de Rhiphaeoceratidae voort die beperkt zijn tot het Perm.
De Tainoceratoidea, benoemd in 1883 door Alpheus Hyatt, zijn praktisch gelijk aan de onderorde Rutoceratina die later door Shimanskiy in 1957 werd benoemd.